# Seznam mineralov K-M
Seznam mineralov K-M vsebuje imena mineralov, sopomenke, rudarska imena ter imena skupin mineralov in trdnih raztopin z začetnicami K, L in M.
Seznam ni popoln, ker vanj še niso vnešena imena vseh poznanih mineralov, poleg tega pa se stalno odkrivajo novi.

### K
- kalcedon (silicijev oksid, SiO2)
- kalcit (kalcijev karbonat, CaCO3)
- kalicinit (kalijev hidrogenkarbonat, KHCO3)
- kamacit (zlitina Fe,Ni s 5-10 % Ni)
- kamererit (klinoklor, magnezijev železov alumosilikat, (MgFe2+)Al[(OH)8 | AlSi3O10])
- kaolinit (aluminijev silikat, Al4[(OH)8 | Si4O10])
- kasiterit (kositrov dioksid, SnO2)
- kavansit (Ca(VO)Si4O10 • 4H2O)
- kazolit (svinčev uranil silikat hidrat, Pb(UO2)[SiO4] • H2O)
- kianit (aluminijev silikat, Al2SiO5 ali Al2O3•SiO2)
- kirit (Pb3+x(H2O)2[(UO2)4O4+x(OH)3-x]2)
- kizerit (magnezijev sulfat monohidrat, MgSO4 • H2O)
- klarkeit ((Na,Ca,Pb)2U2(O,OH)7)
- klinocojzit (kalcijev aluminijev hidroksi silikat, Ca2Al3[O | OH | SiO4 | Si2O7])
- klinoklor (magnezijev aluminijev silikat hidrat iz kloritne skupine, (Mg5Al)(AlSi3)O10(OH)8)
- klorit (skupina filosilikatnih mineralov)
- kolemanit (Ca[B3O4(OH)3] • H2O
- kolumbit (niobit, (Fe,Mn)(Nb,Ta)2O6; tantalit, (Fe,Mn)(Ta,Nb)2O6)
- korderoit (živosrebrov sulfid klorid, Hg3S2Cl2)
- kornetit (bakrov hidroksi fosfat, Cu3[(OH)3 | PO4])
- korund (aluminijev oksid, Al2O3)
- kovelin (bakrov sulfid, CuS)
- krandalit (kalcijev aluminijev hidroksi fosfat, CaAl3(PO4)2(OH)5•(H2O)
- kremen (silicijev oksid, SiO2)
- krokoit (svinčev kromat, Pb[CrO4])
- kromit (železov kromov oksid, FeCr2O4)
- kuprit (bakrov oskid, Cu2O)
- kuprodeskloizit (svinčev bakrov vanadat hidroksid, PbCu(VO4)(OH))

### L
- labradorit (kalcijev natrijev alumosilikat iz skupine plagioklazov, (Ca,Na)(Al,Si)4O8 s 50%-70% anortita)
- langbejnit (kalijev magnezijev sulfat, K2Mg2(SO4)3)
- larnit (kalcijev silikat, Ca2SiO4)
- lazurit (natrijev aluminijev silikat, Na8[S | (AlSiO4)6])
- lehnjak (kalcijev karbonat, CaCO3)
- lepidokrokit (železov oksid hidroksid, γ-FeO(OH))
- lepidolit (KLi2Al(Al,Si)3O10(F,OH)2)
- letovicit  (amonijev hidrogensulfat, (NH4)3H(SO4)2)
- limonit (zmes železovih oksidov)
- litargit (svinčev(II) oksid, PbO)
- litiofilit ali litiolit (litijev manganov fosfat, LiMnPO4)
- livingstonit (živosrebrov antomonov sulfid, HgSb4S8)
- lojevec (magnezijev hidroksi silikat, Mg3[(OH)2 | Si4O10])
- ludlamit (železov fosfat, Fe2+[PO4]2 • 4H2O)

### M
- maghemit (železov(III) oksid, Fe2O3 ali γ-Fe2O3)
- magnetit (železov oksid, Fe3O4)
- magnezit (magnezijev karbonat, MgCO3)
- majenit (Ca12Al14O33)
- makinavit (železov sulfid, Fe1+xS (x = 0-0,1)
- malahit (bakrov hidroksi karbonat, Cu2[(OH)2 | CO3])
- manganozit (manganov(II) oksid, MnO)
- margarit (kalcijev aluminijev silikat, CaAl2[(OH)2 | Al2Si2O10])
- markazit (železov sulfid, FeS2)
- masikot (svinčev(II) oksid, PbO)
- melanterit (železov sulfat hidrat, FeSO4•7H2O)
- melit (aluminijev melitat, Al2C6(COO)6•16H2O)
- mezolit (natrijev kalcijev alumosilikat, Na2Ca2(Al2Si3O10)3·8H2O)
- mikroklin (kalijev aluminijev silikat, KAlSi3O8)
- miloševičit (aluminijev sulfat, Al2(SO4)3)
- mimetit (svinčev kloroarzenat, Pb5(AsO4)3Cl)
- mirabilit (natrijev sulfat dekahidrat, Na2SO4•10H2O)
- molibdenit (molibdenov sulfid, MoS2)
- molizit (železov(III) klorid, FeCl3)
- monetit (kalcijev hidrogenfosfat, Ca(HPO4)
- montmorilonit (hidratiziran natrijev kalcijev aluminijev magnezijev silikat hidroksid, (Na,Ca)(Al,Mg)6(Si4O10)3(OH)6•nH2O)
- motramit (svinčev bakrov vanadat hidroksid, PbCu(VO4)(OH))
- muskovit (kalijev aluminijev silikat, KAl2[(OH,F)2 | AlSi3O10])